# Laccophilus virgatus
Laccophilus virgatus är en skalbaggsart som beskrevs av Guignot 1953. Laccophilus virgatus ingår i släktet Laccophilus och familjen dykare. Inga underarter finns listade i Catalogue of Life.